# ボイブンバ
ボイブンバ (BOIBUMBA) は、アマゾン川流域にある人口7万人ほどの島パリンチンス (PARINTINS) で行われ、アマゾン最大の祭りとも、世界最大のオペラともいわれる。また、「ボイ」とは牛を意味する。
この祭りは、「アマゾンの大自然」「インディオ」をテーマに巨大な山車を作り、そしてその中で歌と踊りを使って表現する。観光客も応援団として一緒に参加できるため、毎年この時期には世界中から観光客が訪れる。この祭りのため、オリジナルの歌と踊りが作られる。また、この巨大な山車を作る山車職人たちは世界から注目される高度な技術を保有しているため、祭りが終わった後はリオのカーニバルなどによばれていく。
ボイブンバには島全体が参加し、島の西部は赤組、東部は青組に分かれて行う。元々は黄色や緑などほかの色もあったが、長年の間に淘汰され、赤と青だけが残った。島の人たちはこの各々のチームカラーに非常にこだわっており、青組の地区では州旗の赤い部分を青に変えてしまうほどである。
祭りは午後9時から翌日の午前4時にかけて行われ、それを3日間続ける。祭りに使用される山車は、最大のものは高さ35メートルと巨大であり、20メートル（6階建てのビル）程度の山車は普通である。あまりの大きさからそのままでは専用に作られた会場の入り口を通らず、20個程度のパーツに分けて製作される。それゆえ、完全な山車が初めて現れるのは祭りの当日である。